# Veliki Grđevac
Veliki Grđevac (maďarsky Nagygordonya, srbsky Велики Грђевац, česky Velký Grdjevec) je vesnice a správní středisko stejnojmenné opčiny v Chorvatsku v Bjelovarsko-bilogorské župě. Nachází se asi 23 km jihovýchodně od Bjelovaru. V roce 2011 žilo v Velikém Grđevaci 1 200 obyvatel, v celé opčině pak 2 849 obyvatel.
Ve Velikém Grđevaci žije významná česká menšina. V celé opčině žije celkem 135 Čechů (4,74 % obyvatelstva opčiny), ve Velikém Grđevaci samotném žije pak 37 obyvatel české národnosti, tedy 2,42 % obyvatelstva vesnice. Nejvíce Čechů žije dále ve vesnicích Donja Kovačica a Pavlovac.
Opčina zahrnuje celkem 11 trvale obydlených vesnic, vesnice Cremušina, Mali Grđevac, Sibenik a Topolovica jsou však již téměř zaniklé.
- Cremušina – 1 obyvatel
- Donja Kovačica – 278 obyvatel
- Dražica – 163 obyvatel
- Gornja Kovačica – 290 obyvatel
- Mala Pisanica – 192 obyvatel
- Mali Grđevac – 6 obyvatel
- Pavlovac – 555 obyvatel
- Sibenik – 19 obyvatel
- Topolovica – 15 obyvatel
- Veliki Grđevac – 1 200 obyvatel
- Zrinska – 130 obyvatel

Kolem Velikého Grđevace prochází řeka Česma. Prochází jím též silnice D28.